# الدرمي (مناخة)

تعديل مصدري - تعديل

الدرمي هي إحدى قرى عزلة حصبان بمديرية مناخة التابعة لمحافظة صنعاء، بلغ تعداد سكانها 80 نسمة حسب تعداد اليمن لعام 2004.